# Sounders de Seattle (féminines)
Pour les articles homonymes, voir Sounders de Seattle.
Maillots
Les Sounders Women de Seattle  sont une équipe de soccer féminin américain représentant la ville de Seattle, dans l'État de Washington sur la côte Ouest des États-Unis.
Les Sounders Women évoluent dans la Division ouest de la Conférence ouest de la USL W-League, le premier niveau de soccer (football) féminin aux États-Unis. Les couleurs de l'équipe sont le vert et le bleu pour les matchs à domicile et de blanc pour les matchs extérieurs.
Les Sounders Women jouent leurs matchs à domicile au Starfire Sports Complex (qui a une capacité de 4 500 spectateurs, le complexe dispose également de deux terrains intérieurs) dans la ville de Tukwila, qui est à environ 10 kilomètres au sud de Seattle.

## Histoire
Les Sounders Women sont fondées en 2001 et sont affiliées aux Sounders de Seattle, alors membre de la Première division de la United Soccer Leagues. En 2003, les Sounders Women font leur entrée dans la W-League. Après l'acquisition d'une franchise de la Major League Soccer les Seattle Sounders FC se départent en 2008 de l'équipe féminine . Mike Jennings, propriétaire des Tide Tacoma dans la Premier Development League achète alors les Sounders Women. En 2011, Cliff McElroy et Lane Smith de l'entreprise Datec Inc deviennent les propriétaires majoritaires du club féminin, tandis que Mike Jennings garde une participation minoritaire. Une nouvelle orientation davantage professionnelle est mise sur pied. Le club embauche une ancienne joueuse expérimentée, Michelle French comme entraineur-chef.
En 2012, avec la signature de cinq joueuses membres de l'équipe nationale américains (Hope Solo, Alex Morgan, Megan Rapinoe, Sydney Leroux et Stephanie Cox) et une autre de l'équipe nationale mexicaine (Veronica Perez) , les Sounders Women commencent en force la saison : Les Sounders écrasant leurs adversaires dans les cinq premiers matchs de la saison. La seconde partie de la saison est plus difficile avec le départ de quatre de leurs joueuses pour l’équipe nationale américaine pour un camp de préparation en Europe pour le Tournoi féminin de football aux Jeux olympiques d'été de 2012. En remplacement, les Sounders font signés quelques joueuses U-23 disponibles. Par la suite une défaite importante contre les Pali Blues fait mal aux Sounders et leur enleve les chances de terminer en tête de la Division Ouest. Lors de cette saison 2012, les Sounders Women auront réussi à attirer une moyenne de 4 500 supporteurs à chacun de leurs matchs locaux.

## Parcours de l'équipe
| Année | Ligue    | Conférence            | Division            | Saisons régulières                | Séries éliminatoires                            |
| ----- | -------- | --------------------- | ------------------- | --------------------------------- | ----------------------------------------------- |
| 2003  | W-League | Conférence de l'Ouest | Division de l'Ouest | Termine au 2e rang de sa division | Perd en finale de division                      |
| 2004  | W-League | Conference de l'Ouest | Division de l'Ouest | Termine au 2e rang de sa division | Perd en finale de conférence                    |
| 2005  | W-League | Conférence de l'Ouest | Division de l'Ouest | Termine au 5e rang de sa division | Ne se qualifie pas                              |
| 2006  | W-League | Conference de l'Ouest | Division de l'Ouest | Termine au 2e rang de sa division | Éliminé en demi-finale (3e place dans la ligue) |
| 2007  | W-League | Conference de l'Ouest | Division de l'Ouest | Termine 2e dans sa division       | Éliminé en demi-finale (3e place dans la ligue) |
| 2008  | W-League | Conference de l'Ouest | Division de l'Ouest | Termine 3e dans sa division       | Éliminé en demi-finale (4e place dans la ligue) |
| 2009  | W-League | Conférence de l'Ouest | Division de l'Ouest | Termine 3e dans sa division       | Éliminé en finale de conférence                 |
| 2010  | W-League | Conférence de l'Ouest | Division de l'Ouest | Termine 3e de sa division         | Éliminé en finale de conférence                 |
| 2011  | W-League | Conférence de l'Ouest | Division de l'Ouest | Termine 5e de sa division         | perd en demi-finale (3e place dans la ligue)    |
| 2012  | W-League | Conférence de l'Ouest | Division de l'Ouest | Termine au 2e rang de la division | Perd en finale de conférence                    |

## Effectif féminin pour la saison 2013
Les Sounders Women ont un large éventail de talents, plusieurs joueuses sont issues de la Pacific Coast Soccer League, d'autres jouent actuellement dans les universités américaines. Après la suspension des activités de la Women's Professional Soccer en février 2012, les Seattle Sounders Women font signer plusieurs joueuses de l'équipe nationale américaine (Sydney Leroux, Hope Solo, Stephanie Cox, Alex Morgan, Megan Rapinoe ) et Veronica Perez de l'équipe nationale mexicaine.

## Distinction individuelle
En 2012, la défenseure Stephanie Cox et la milieu de terrain Veronica Perez sont élues sur l'équipe d'étoiles de la W-League

## Anciennes joueuses notables
- Cori Alexander
- Tina Ellertson
- Rachel Rodrick
- Lisa Sari